# Urs Bihler
Urs Bihler (Basilea, 1º ottobre 1944) è un attore svizzero.

## Biografia
Completata la sua formazione come attore presso il Bühnenstudio dell'Università delle Arti di Zurigo nel 1967, Bihler calca fino al 1972 il palco dello Stadttheater di Basilea e poi fino al 1974 quello del Theater Winkelwiese di Zurigo, dove aveva già interpretato il Vecchio ne Le sedie di Ionesco nel 1966. Al Winkelwiese interpreta il ruolo del protagonista nella prima in lingua tedesca del Paracelso di Victor Jevan e quelli di Gottfried, Johann e il fratello di Geesche nella prima svizzera de La libertà di Brema di Fassbinder.
Nel 1975 lavora per la prima volta col Centre international de créations théâtrales (CICT) di Peter Brook al Théâtre des Bouffes du Nord di Parigi, nel Timone d'Atene di Shakespeare. Vi torna poi dal 1977 al 1980 recitando nell'Ubu tratto da Jarry, in Misura per misura di Shakespeare, La Conférence des oiseaux e L'Os di Birago Diop nelle tournée in Europa, America e Australia. Dal 1981 e 1987 è interprete fisso della compagnia dello Schaubühne am Lehniner Platz di Berlino mettendo in scena Shakespeare (regia di Klaus Michael Grüber), Čechov, Ostrovskij e O'Neill, interpretando Paddy ne Lo scimmione di quest'ultimo, per la regia di Peter Stein. Tra il 1987 e il 1988 recita un'altra volta col CICT, ricoprendo i panni di Duḥśāsana nella tournée mondiale del Mahabharata di Brook, nonché nella successiva trasposizione audiovisiva.
Dal 1989 al 1994 è stato nuovamente membro della compagnia del Theater Basel, così come dal 1996 al 1998 di quella del Theater Neumarkt di Zurigo, presso cui aveva già recitato nel 1975/77. Lo stesso anno interpreta Trigorin ne Il gabbiano di Čechov messo in scena al Theater Tri-Bühne di Stoccarda, mentre nel 1998 è Torvald nel Casa di bambola di Ibsen messo in scena al See-Burgtheater di Kreuzlingen e l'anno dopo è uno dei tre protagonisti di Art di Yasmina Reza al Theater an der Effingerstrasse di Berna. Nel corso della sua carriera si è esibito anche all'Opernhaus Zürich e allo Schauspielhaus di Zurigo. Dal 2002 è stato perlopiù un interprete fisso della compagnia del Theater Basel. Oltre al suo lavoro come attore, in patria si è anche diretto una serie di monologhi teatrali e, dal 2000, è stato docente di recitazione drammatica presso la Scuola di Teatro dell'Università delle Arti di Zurigo.
È stato sposato con l'attrice tedesca Miriam Goldschmidt, con cui ha avuto due figli, Lou ed Amba, talvolta apparsi con a loro sul palco e nell'adattamento del Mahabharata. I coniugi hanno spesso messo in scena insieme Dibbuk di Bruce Myers, tratto dal romanzo di Semën An-skij.

## Teatro
- Paracelsus – der Stadtarzt zu Basel di Victor Jevan, regia di Wladimir Herman, nel ruolo di Paracelso. Theater Winkelwiese di Zurigo (1971)
- Bremer Freiheit di e regia di Rainer Werner Fassbinder, nel ruolo di Gottfried, Johann e del fratello di Geesche. Theater Winkelwiese di Zurigo (1973)
- Timone d'Atene di William Shakespeare, regia di Peter Brook. Théâtre des Bouffes du Nord di Parigi (1974)
- Le nozze dei piccolo borghesi di Bertolt Brecht. Theater am Neumarkt di Zurigo (1975)
- Ubu aux Bouffes, dal ciclo di Ubu di Alfred Jarry, regia di Peter Brook. Centre international de créations théâtrales (1977)
- Misura per misura di William Shakespeare, regia di Peter Brook. Centre international de créations théâtrales (1978)
- La Conférence des oiseaux, dal Verbo degli uccelli di Farīd al-Dīn ʿAṭṭār, regia di Peter Brook. Centre international de créations théâtrales (1979)
- L'Os di Birago Diop, regia di Peter Brook. Centre international de créations théâtrales (1979)
- Romeo e Giulietta di William Shakespeare, regia di Jürgen Kruse, nel ruolo di Frate Lorenzo e Sansone. Schaubühne di Berlino (1982)
- Amleto di William Shakespeare, regia di Klaus Michael Grüber, nel ruolo di Marcello. Schaubühne di Berlino (1982)
- La foresta di Aleksandr Ostrovskij, regia di Frank-Patrick Steckel, nel ruolo di Aleksej Sergeevič Bulanov. Schaubühne di Berlino (1982)
- Sulla strada maestra di Anton Čechov, regia di Klaus Michael Grüber, nel ruolo di Savva. Schaubühne di Berlino (1984)
- Re Lear di William Shakespeare, regia di Klaus Michael Grüber, nel ruolo di Osvaldo. Schaubühne di Berlino (1985)
- Un cuore ardente di Aleksandr Ostrovskij, regia di Luc Bondy, nel ruolo di Silan. Schaubühne di Berlino (1986)
- Lo scimmione di Eugene O'Neill, regia di Peter Stein, nel ruolo di Paddy. Schaubühne di Berlino (1986)
- Le Mahabharata di Jean-Claude Carrière, regia di Peter Brook, nel ruolo di Duḥśāsana. Centre international de créations théâtrales (1987–88)
- Ivanov di Anton Čechov, regia di Jossi Wieler, nel ruolo di Pavel Kirillyč Lebedev. Theater Basel di Basilea (1989)
- Romeo e Giulietta di William Shakespeare, regia di Robin Telfer, nel ruolo del Conte Capuleti. Theater Basel di Basilea (1989)
- Wenn das Alpenhirn sich rötet, tötet, freie Schweizer, tötet… di Christoph Marthaler, regia di Marthaler. Theater Basel di Basilea (1989)
- Il principe di Homburg di Heinrich von Kleist, regia di Stephan Müller, nel ruolo del Feldmaresciallo Dörfling. Theater Basel di Basilea (1989-1990)
- Sogno di una notte di mezza estate di William Shakespeare, regia di Jossi Wieler, nel ruolo di Nick Bottom. Theater Basel di Basilea (1990)
- Stägeli uf, Stägeli ab, juhee! di Christoph Marthaler, regia di Marthaler. Theater Basel di Basilea (1990)
- Da geht ein Mensch di Miriam Goldschmidt, da Da geht ein Mensch di Alexander Granach, regia di Goldschmidt. Theater Basel di Basilea (1991)
- Minna von Barnhelm di Gotthold Ephraim Lessing, regia di Harald Clemen, nel ruolo di Riccaut de la Marlinière. Theater Basel di Basilea (1992)
- Else di Motti Lerner, regia di Miriam Goldschmidt, nel ruolo di Werner. Theater Tri-Bühne di Stoccarda (1994)
- Il gabbiano di Anton Čechov, regia di Gábor Zsámbéki, nel ruolo di Boris Alekseevič Trigorin. Theater Tri-Bühne di Stoccarda (1996)
- Sogno di una notte di mezza estate di William Shakespeare, regia di Heinz Spoerli, nel ruolo di Nick Bottom. Opernhaus Zürich di Zurigo (1996)
- Top Dogs di Urs Widmer, regia di Volker Hesse. Theater am Neumarkt di Zurigo (1996)
- Casa di bambola di Henrik Ibsen, regia di Leopold Huber, nel ruolo di Torvald Helmer. See-Burgtheater di Kreuzlingen (1997)
- Oberon di Carl Maria von Weber, regia di Heinz Spoerli, nel ruolo del califfo Harun. Opernhaus Zürich di Zurigo (1998)
- Art di Yasmina Reza, regia di Peter Simonischek, nel ruolo di Marc. Theater an der Effingerstrasse di Berna (1998)
- Die schwarze Spinne di Urs Widmer, da Il ragno nero di Jeremias Gotthelf, regia di Volker Hesse. Theater am Neumarkt di Zurigo (1998)
- Hotel Angst di Christoph Marthaler, regia di Christoph Marthaler. Schauspielhaus di Zurigo (2000)
- Elling di Axel Hellstenius, da Fratelli di sangue di Ingvar Ambjørnsen, regia di Lars-Ole Walburg, nel ruolo di Elling. Theater Basel di Basilea (2004)
- Come vi piace di William Shakespeare, regia di Barbara Frey, nel ruolo del Duca e del Duca Federigo. Theater Basel di Basilea (2004)

## Filmografia
- Il Mahabharata (The Mahabharata) – miniserie TV, 3 puntate (1989)
- L'ultimo turno (Heldin), regia di Petra Volpe (2025)